# Pleokroizmus

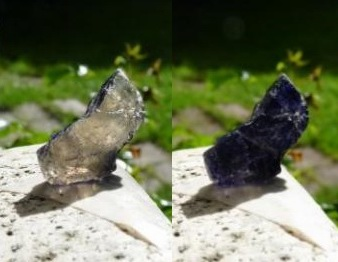
A kordierit pleokroizmusa polarizáló szűrővel mutatva

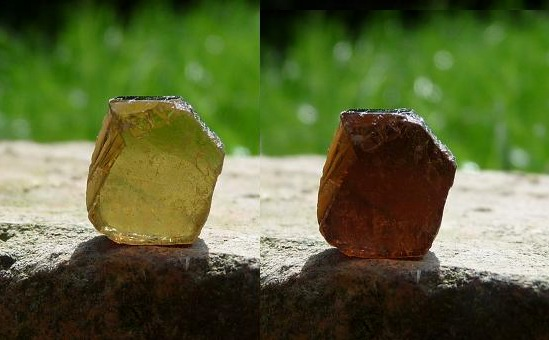
A turmalin pleokroizmusa polarizáló szűrő forgatásával látható

A pleokroizmus (a görög πλέων, több és a χρῶμα, szín szavakból) optikai jelenség, ahol egy anyagnak több színe van eltérő szögben tekintve, különösen polarizált fény esetén.

## Háttere
Az anizotrop kristályok optikai tulajdonságai a fényiránnyal változnak. Az elektromos mező iránya határozza meg a fény polarizációját, és a kristályok eltérően reagálnak a szög változásakor. E kristályok egy vagy két optikai tengellyel rendelkeznek. Ha a fényabszorpció az optikai tengellyel bezárt szöggel változik, pleokroizmus lép fel.
Az anizotrop kristályokban kettős törés lép fel, ahol az eltérő polarizációjú fényt eltérő mértékben töri a kristály, így eltérő utat jár be abban. A fénysugár részei ezután eltérő utat jár be, és eltérő sebességgel halad. A kristályt egy szögben megfigyelve egyes utak és polarizációk kombinációja jelenik meg, eltérő színű elnyelt fénnyel. Más szögben megfigyelve a kristályon áthaladó fény más utak és polarizációk kombinációjából áll, szintén saját színnel. Az áthaladó fény így eltérő színű eltérő szögből nézve, így úgy tűnik, mintha több eltérő színe lenne a kristálynak.
A tetragonális, trigonális és hexagonális kristályok csak 2 színt mutathatnak (dikroizmus), az ortorombos, monoklin és triklin kristályok 3-at (trikroizmus). Például a két optikai tengellyel rendelkező hipersztén eltérő elrendezésben lehet vörös, sárga vagy kék. Köbös kristályokban nem történhet pleokroizmus. A turmalinban erős pleokroizmus jelentkezik. A köveket néha úgy állítják be, hogy mutassanak vagy elrejtsék a pleokroizmust színek és jellemzőik alapján.
Az egyes színek maximuma a fő optikai vektorral párhuzamosan polarizált fény esetén van jelen. Az iránytengelyek X-szel, Y-nal, Z-vel, a törésmutatóéi α-val, β-val és γ-val vannak jelölve. E tengelyek konoszkópos interferenciaminta révén határozhatók meg a kristály kinézetéből. Két optikai tengely esetén a tengelyek hegyesszögű felezője Z-t ad pozitív, X-et negatív kristályok esetén, a tompaszögű az ellentétes tengelyt (X, illetve Z) adja. Ezekre merőleges az Y-tengely. A színt az egyes irányokkal párhuzamos polarizációval mérik. Az abszorpciós képlet az egyes tengelyekkel párhuzamos abszorpció mértékét méri, ahol {\displaystyle X<Y<Z} – az X-tengelyen a legkisebb, a Z-n a legnagyobb az abszorpció.

## Ásványtanban, gemmológiában
A pleokroizmus nagyon hasznos az ásványtanban és a gemmológiában ásványok és kövek azonosítására, mivel az eltérő szögekből látható színek számával azonosítható a lehetséges kristályszerkezet, így segítheti a besorolást. A különben nagyon hasonló ásványok gyakran eltérő pleokroizmust mutatnak. Ilyen esetekben az ásvány vékony részét használják és vizsgálják polarizált fényben petrografikus mikroszkóppal. További, e tulajdonságot ásványazonosítás céljából használó eszköz a dikroszkóp.

## Pleokroizmust mutató ásványok

### Bíbor-ibolya
- ametiszt (gyenge): eltérő bíbor árnyalatok
- andaluzit (erős): zöld-barna/sötétvörös/bíbor
- berill (közepes): bíbor/színtelen
- korund (erős): bíbor/narancs
- hipersztén (erős): bíbor/narancs
- szpodumén (kunzit) (erős): bíbor/színtelen/rózsaszín
- turmalin (erős): halvány bíbor/bíbor
- putnizit: halvány bíbor/kékesszürke

### Kék
- Akvamarin (közepes): színtelen/világoskék/sötétkék
- alexandrit (erős): sötétvörös-bíbor/narancs/zöld
- apatit (erős): kék-sárga/kék-színtelen
- benitoit (erős): színtelen/sötétkék
- kordierit (iolit) (ortorombos, nagyon erős): halványsárga/ibolya/halványkék
- korund (erős): sötétibolya-kék/világoskék-zöld
- tanzanit (zoizit) (erős): kék/vörös-ibolya/sárgászöld
- topáz (nagyon gyenge): színtelen/halványkék/rózsaszín
- turmalin (erős): sötétkék/világoskék
- cirkon (erős): kék/színtelen/szürke

### Zöld
- alexandrit (erős): sötétvörös/narancs/zöld
- andaluzit (erős): barnászöld/sötétvörös
- korund (erős): zöld/sárgászöld
- smaragd (erős): zöld/kékeszöld
- peridot (gyenge): sárgászöld/zöld/színtelen
- titanit (közepes): barnászöld/kékeszöld
- turmalin (erős): kékeszöld/barnászöld/sárgászöld
- cirkon (gyenge): zöldesbarna/zöld
- kornerupin (erős): zöld/halvány sárgásbarna/vörösbarna
- hiddenit (erős): kékeszöld/smaragdzöld/sárgászöld

### Sárga
- citrin (nagyon gyenge): különböző halványsárga árnyalatok
- krizoberill (nagyon gyenge): vörösessárga/sárgászöld/zöld
- korund (gyenge): sárga/halványsárga
- danburit (gyenge): nagyon halvány sárga/halványsárga
- kazolit (gyenge): halványsárga/szürke
- ortokláz (gyenge): különböző halványsárga árnyalatok
- fenacit (közepes): színtelen/sárgásnarancs
- szpodumén (közepes): különböző halványsárga árnyalatok
- topáz (közepes): világosbarna/sárga/sárgásnarancs
- turmalin (közepes): halványsárga/sötétsárga
- cirkon (gyenge): világosbarna/sárga
- hornblende (erős): világoszöld/sötétzöld/sárga/barna
- szegnitit (gyenge): halvány-közepes sárga

### Barna, narancs
- korund (erős): sárgásbarna/narancs
- topáz (közepes): barnássárga/enyhe barnássárga
- turmalin (nagyon gyenge): sötétbarna/világosbarna
- cirkon (nagyon gyenge): barnásvörös/barnássárga
- biotit (közepes): barna

### Vörös és rózsaszín
- alexandrit (erős): sötétvörös/narancs/zöld
- andaluzit (erős): sötétvörös/barnásvörös
- korund (erős): ibolyásvörös/narancsvörös
- morganit (közepes): világos vörös/vörös-ibolya
- turmalin (erős): sötétvörös/világos vörös
- cirkon (közepes): bíbor/vörösbarna

## Fordítás
Ez a szócikk részben vagy egészben  a   Pleochroism című angol Wikipédia-szócikk ezen változatának fordításán alapul.  Az eredeti cikk szerkesztőit annak laptörténete sorolja fel. Ez a jelzés csupán a megfogalmazás eredetét és a szerzői jogokat jelzi, nem szolgál a cikkben szereplő információk forrásmegjelöléseként.